# 丹尼爾·K·井上國際機場
丹尼爾·K·井上國際機場（英語：Daniel K. Inouye International Airport），又称檀香山国际机场，是一座位於美國夏威夷檀香山的民用機場，是檀香山市與縣以及夏威夷州的航空門戶，為全美最繁忙機場的其中之一，2017年4月27日以夏威夷州已故联邦参议员丹尼爾·K·井上命名。
丹尼爾·K·井上國際機場是夏威夷航空的樞杻機場和日本航空的重點城市，也是前往美國、亞洲及太平洋的樞杻。

## 设施

### 跑道

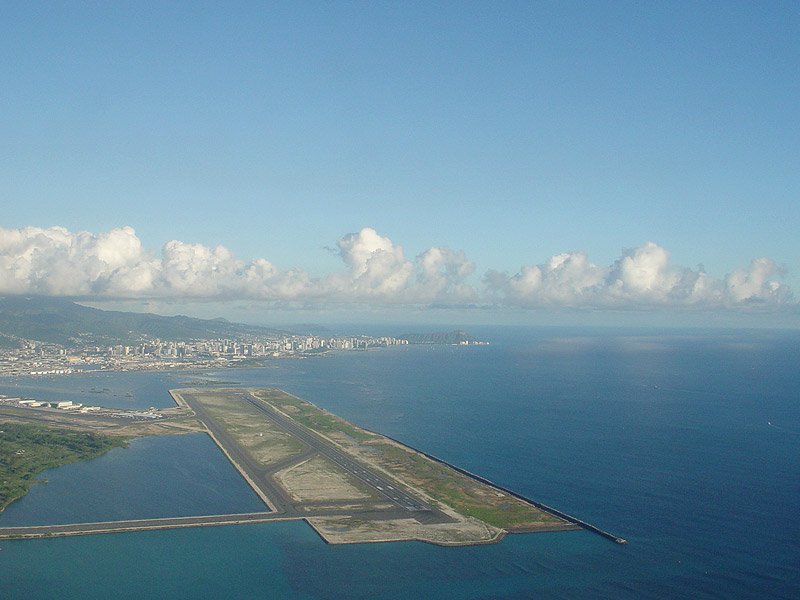
“礁石跑道”航拍

机场和希卡姆空军基地共用4条跑道。其中，被称为“礁石跑道”的8R/26L跑道为主要跑道。该跑道是世界上第一个完全位于海上的跑道，建于1977年，曾经被计划用作航天飞机的备降跑道。
除了铺装跑道外，机场还设有2条水面跑道8W/26W和4W/22W，供水上飞机使用。

### 航站楼
丹尼爾·K·井上國際機場设有3个航站楼、54个近机位和6个远机位。1号航站楼和2号航站楼在空侧设有连接通道，但旅客往来需经过美国农业局的检疫检查。维基维基穿梭巴士往来A-G客运廊的空侧。

#### 1号航站楼
1号航站楼曾经被称为岛内航站楼（Interisland Terminal），设有25个登机口。该航站楼于1993年投入使用，耗资1.3亿美元，取代了1961年建成的旧航站楼。1995年，航站楼新建成5个登机口，以及通往2号航站楼的空侧通道。
2018年5月30日，主楼（B指廊）北侧的Mauka指廊（A指廊）开工。Mauka指廊设有11个窄体机登机口和6个宽体机登机口，于2018年5月30日开工，2021年8月27日建成投用。随后夏威夷航空又投资1400万美元改造1号航站楼即有部分的安检设施，将其迁至主楼南侧，2023年2月18日启用。

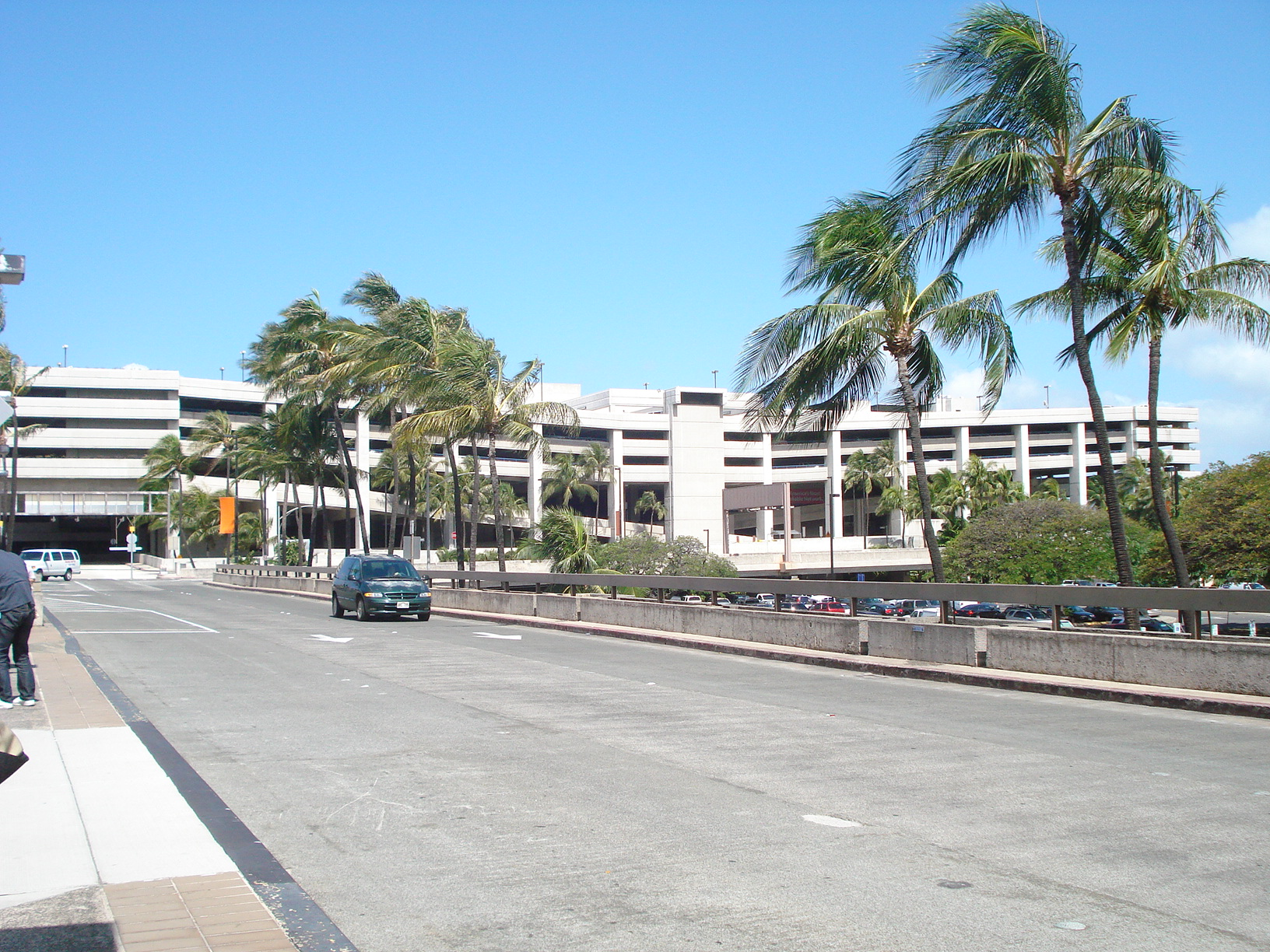
1号航站楼
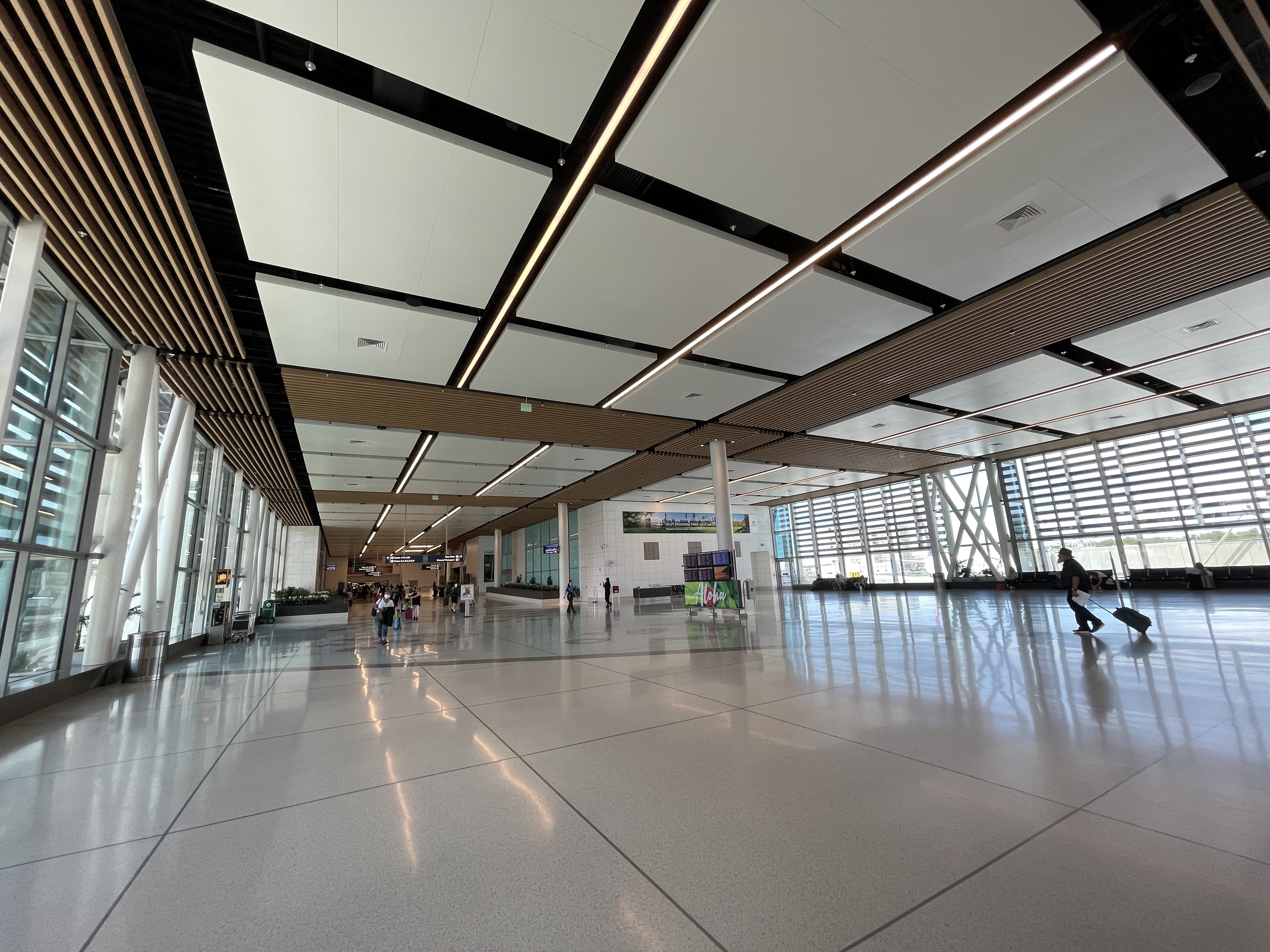
Mauka指廊
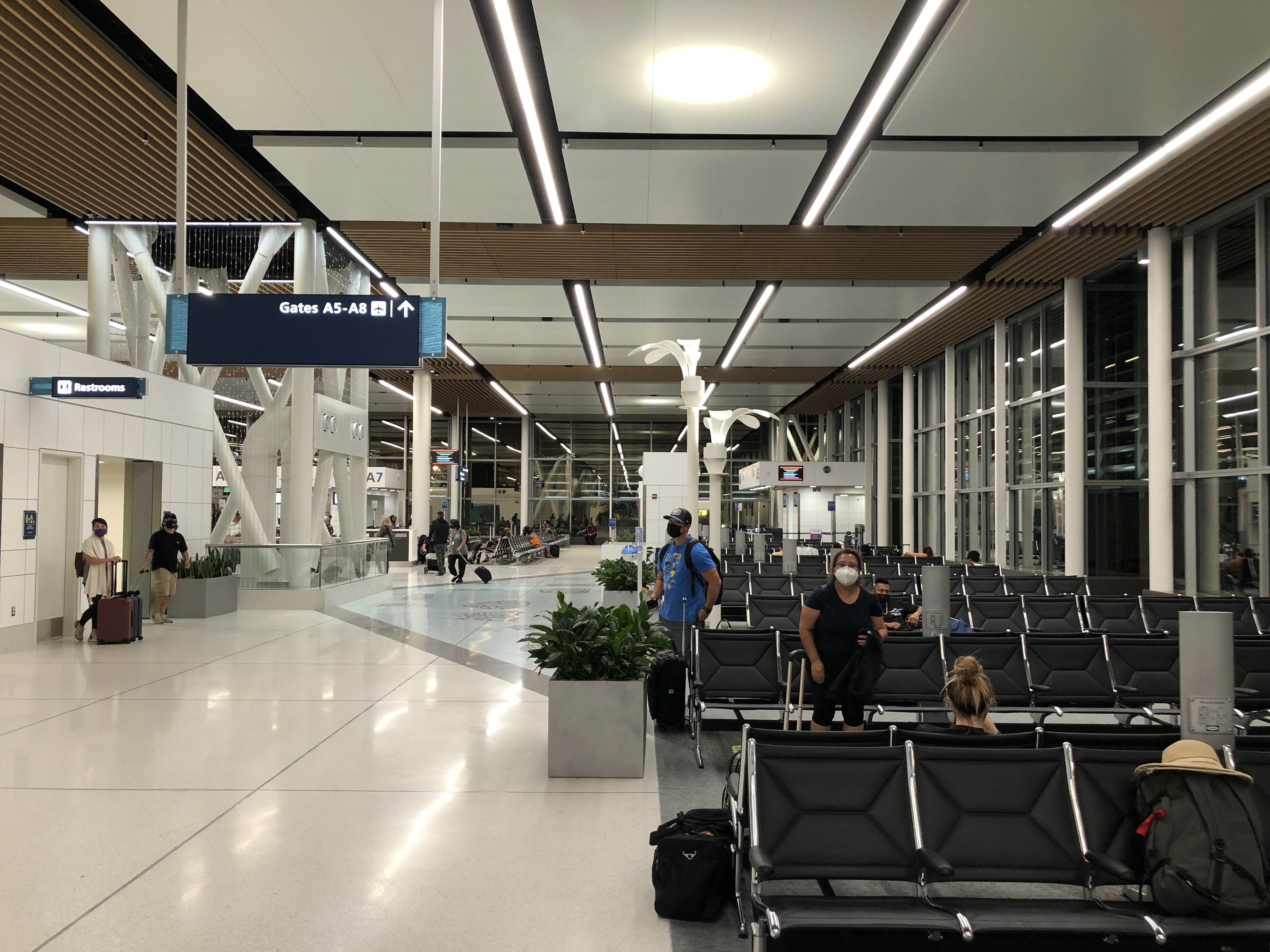
Mauka指廊候机区

#### 2号航站楼
2号航站楼曾经被称为海外航站楼（Overseas Terminal），设有29个登机口，是机场最大的航站楼，可保障国际航班。
航站楼建于1962年，D、F客运廊位于主楼侧。弗拉基米尔·奥斯波夫随后在1970年代主导了航站楼的扩建工程，相继于1970年建成钻石头山客运廊（G客运廊），1972年建成Ewa客运廊（C客运廊），和1980年建成中央客运廊（E客运廊）。
2018年，航站楼建成能停靠A380的3个登机口，以保障全日空用A380执飞的东京航班。

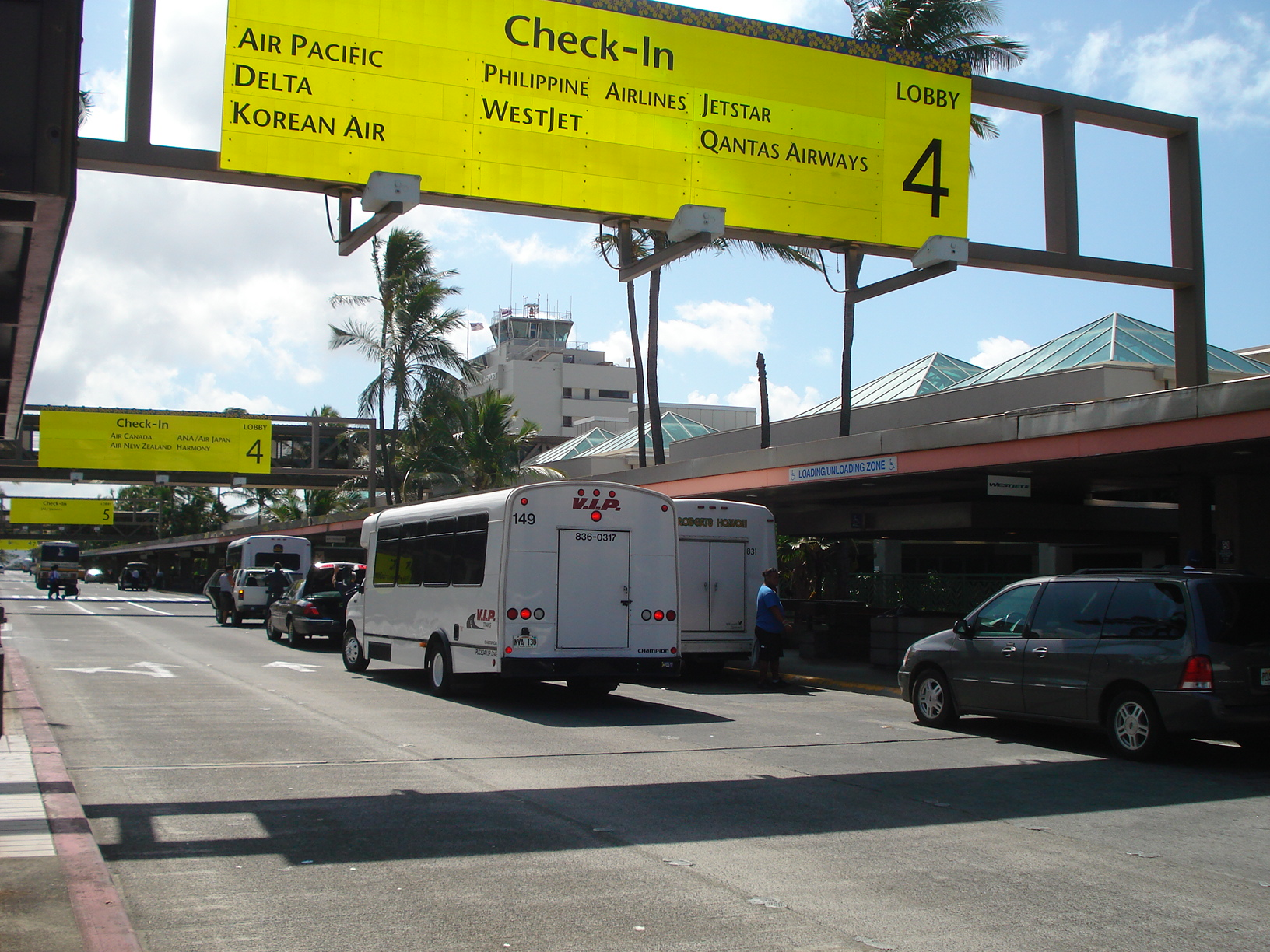
2号航站楼
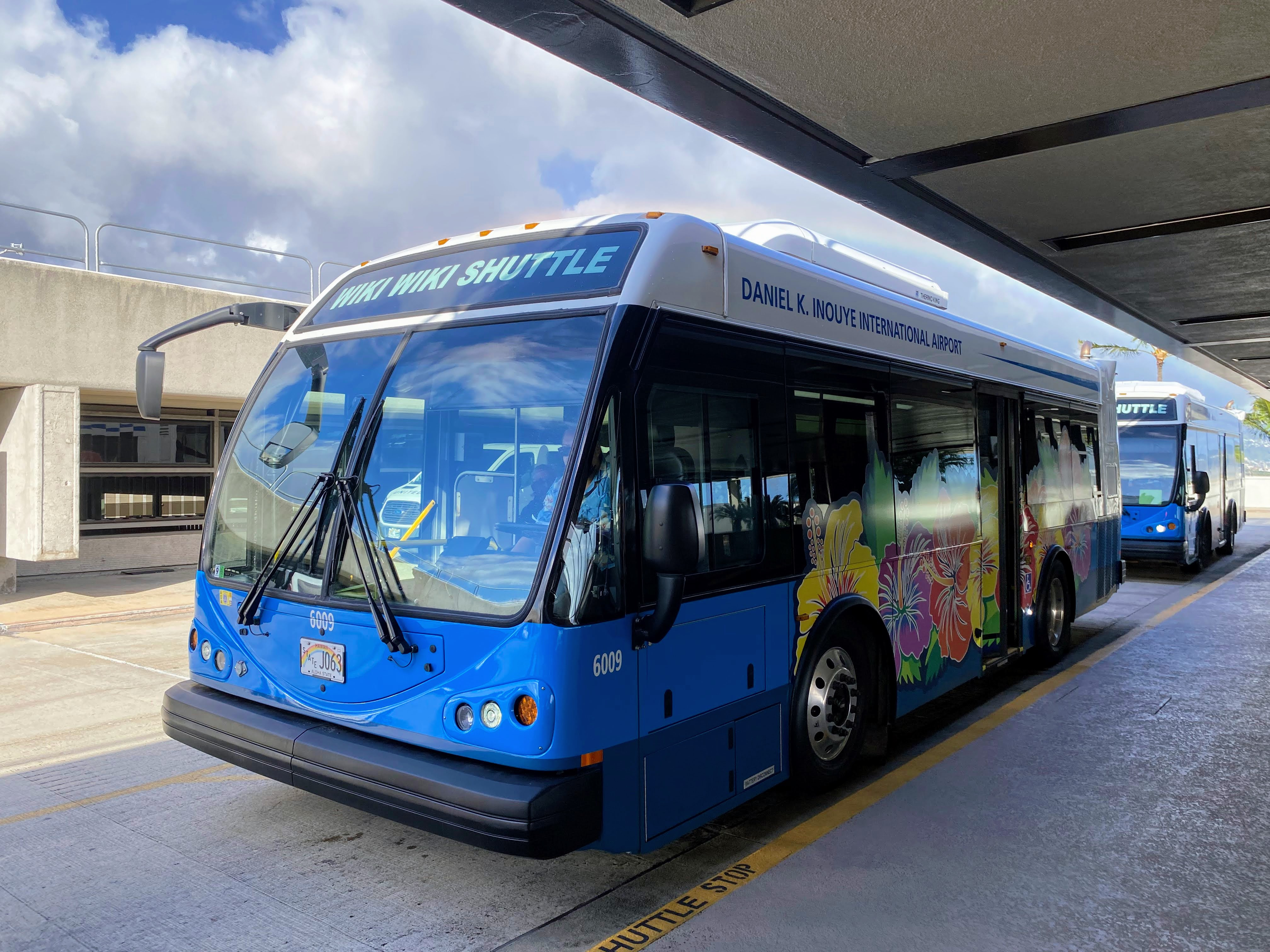
维基维基穿梭巴士于F客运廊
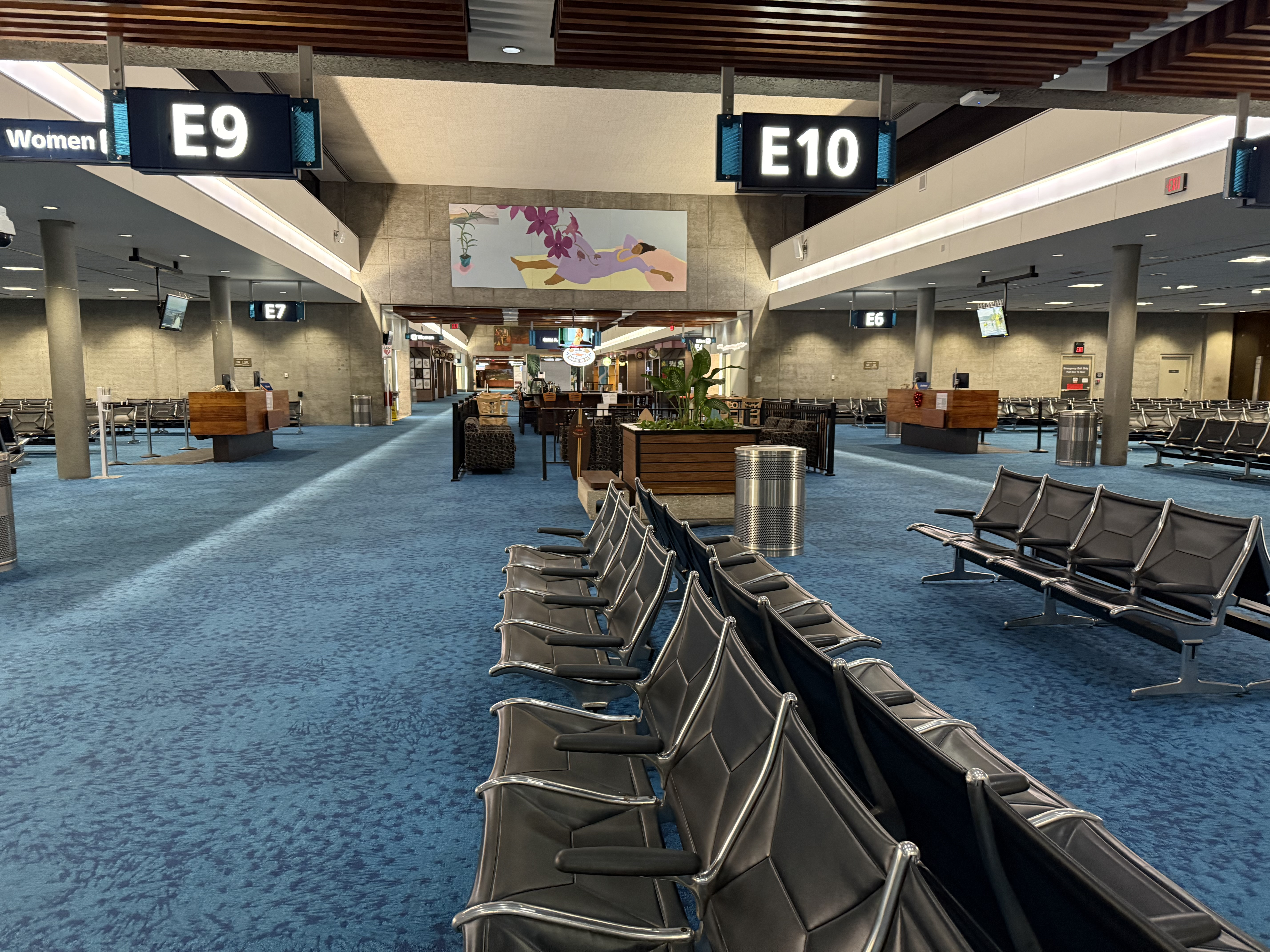
E指廊
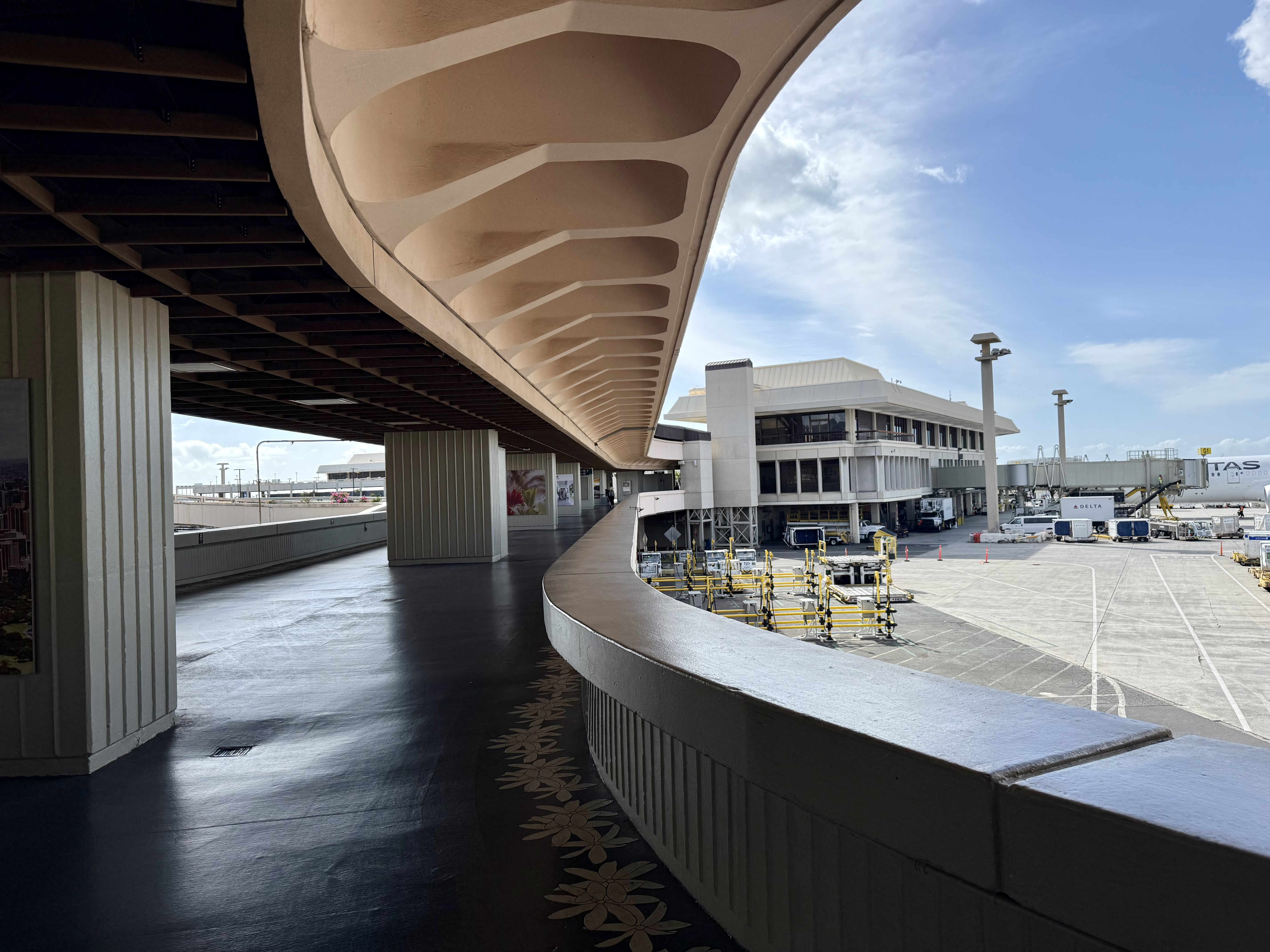
主楼往G指廊的步道
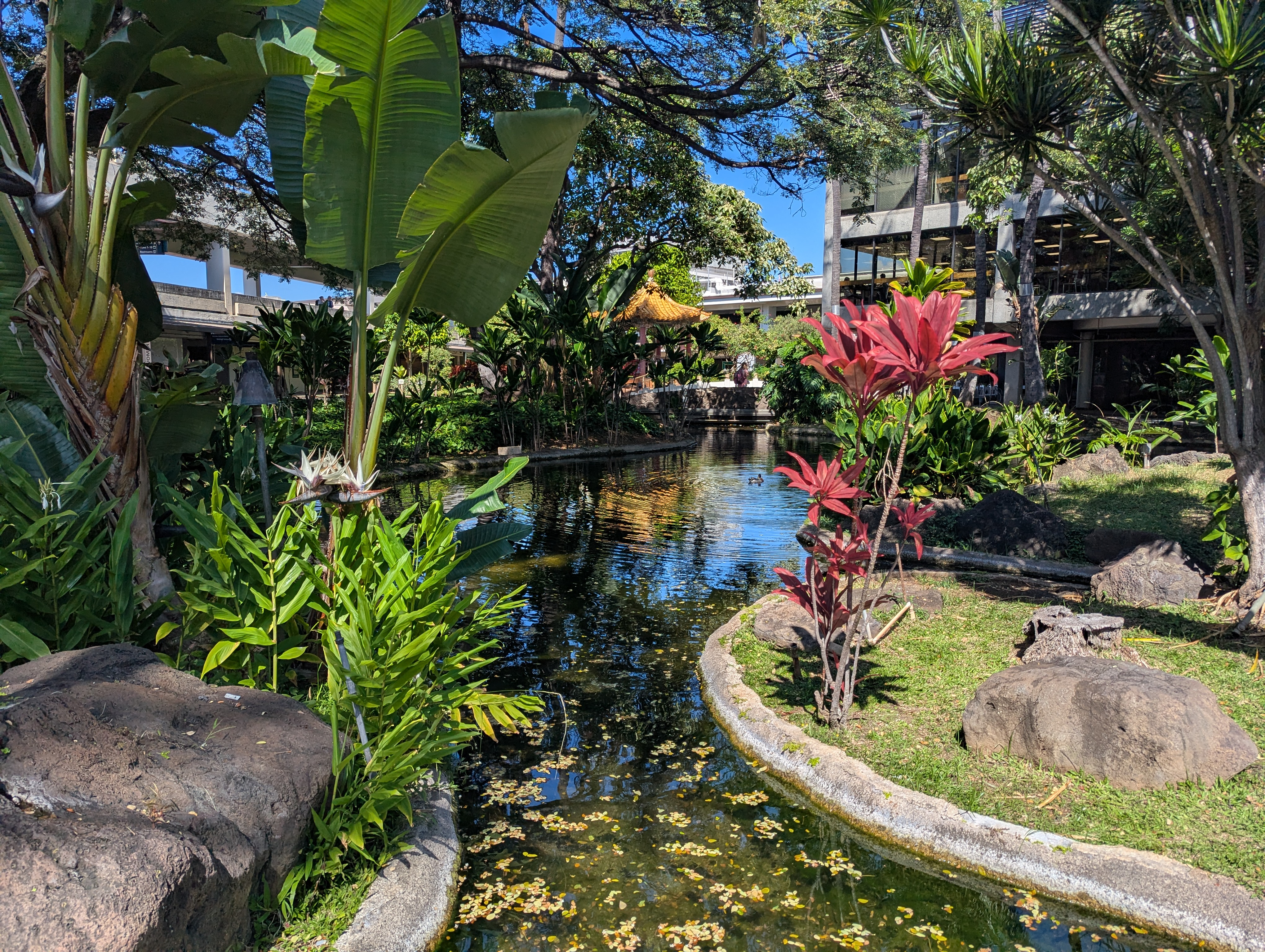
夏威夷花园
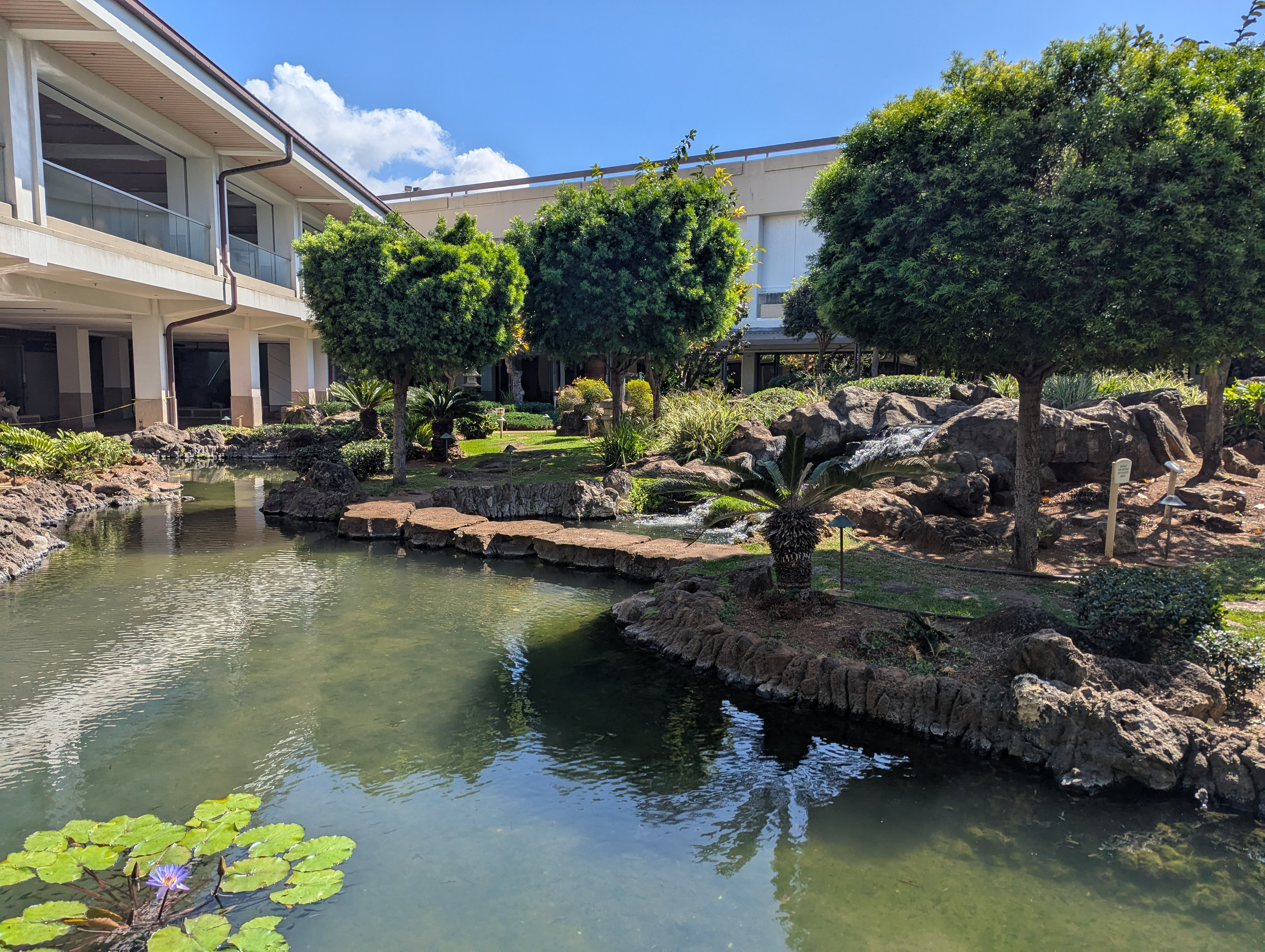
日本花园

#### 3号航站楼
3号航站楼是小型飞机航站楼，登机口编号H，于2018年启用，位于机场东侧。

## 航空公司與航点

### 客運
| 航空公司              | 目的地 | 航廈 |
| --------------------- | --- | ---- |

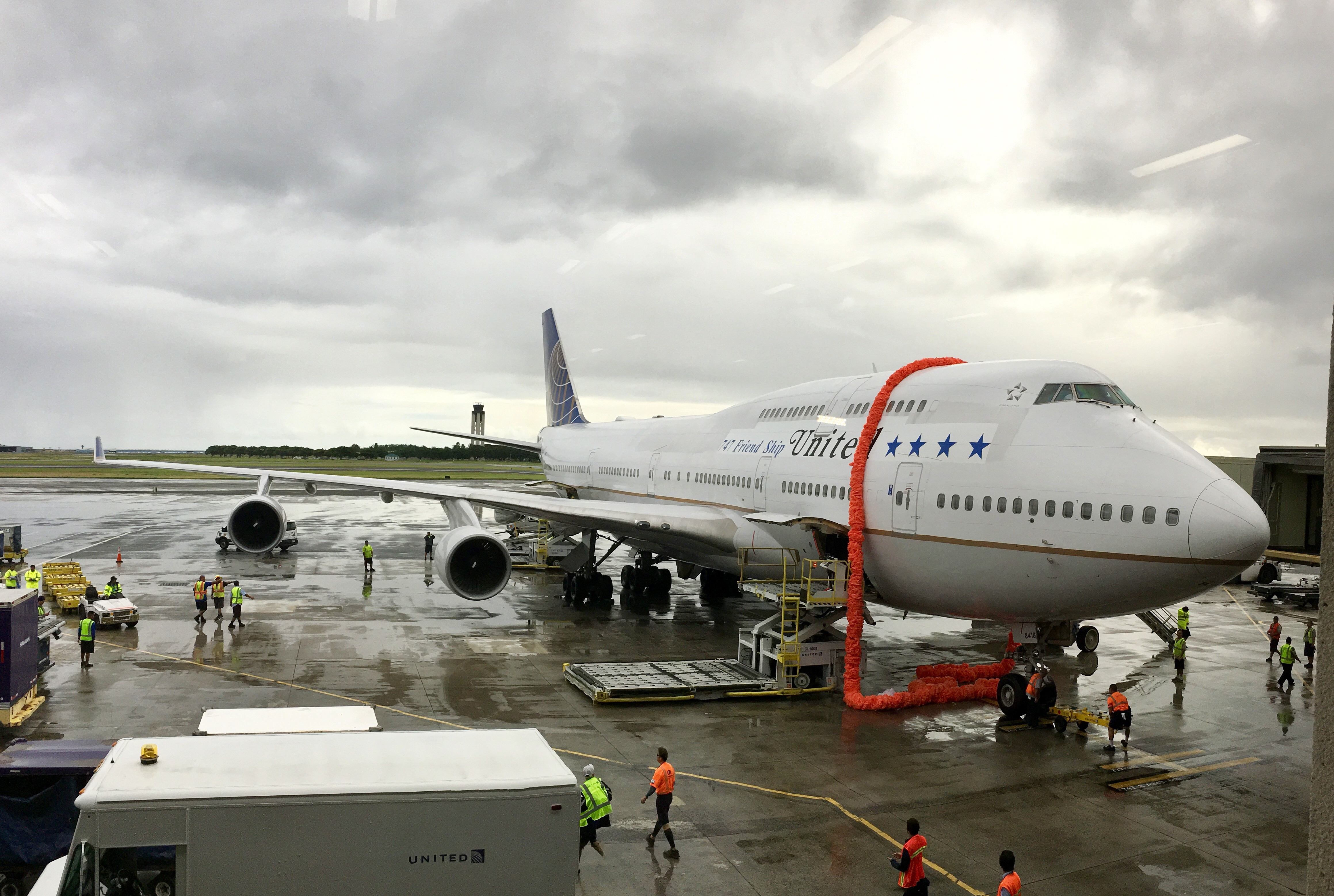
联合航空的波音747-400型客机停泊在丹尼爾·K·井上國際機場

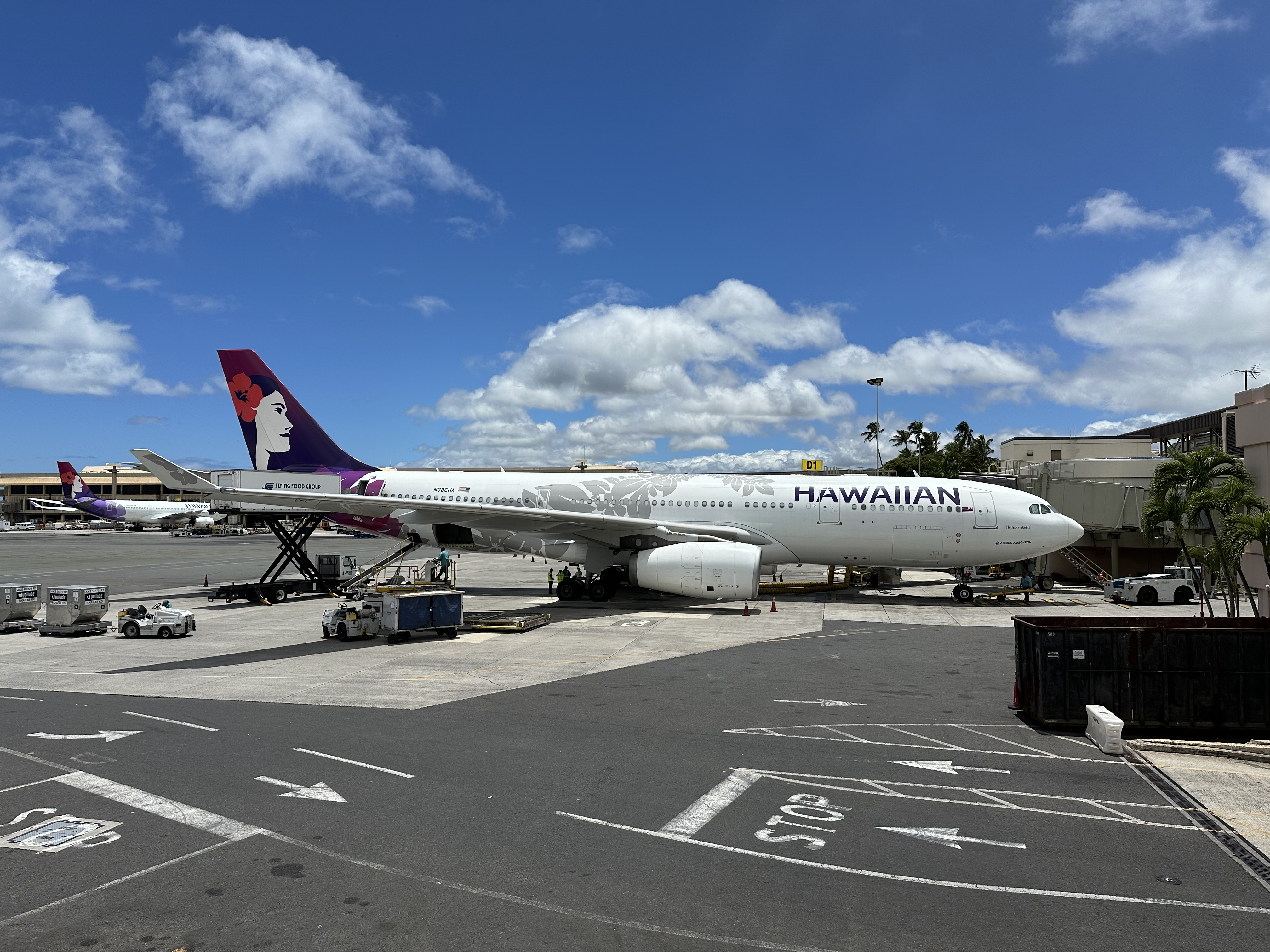
夏威夷航空的空中客车A330-200客机停靠于2号航站楼

| 夏威夷航空            | 國內線：洛杉磯-國際、舊金山、西雅圖-塔科馬、沙加緬度、波特蘭、長灘、聖何塞、圣迭戈、紐約-甘迺迪、拉斯維加斯、奧克蘭、鳳凰城、波士頓                                    | 2    |

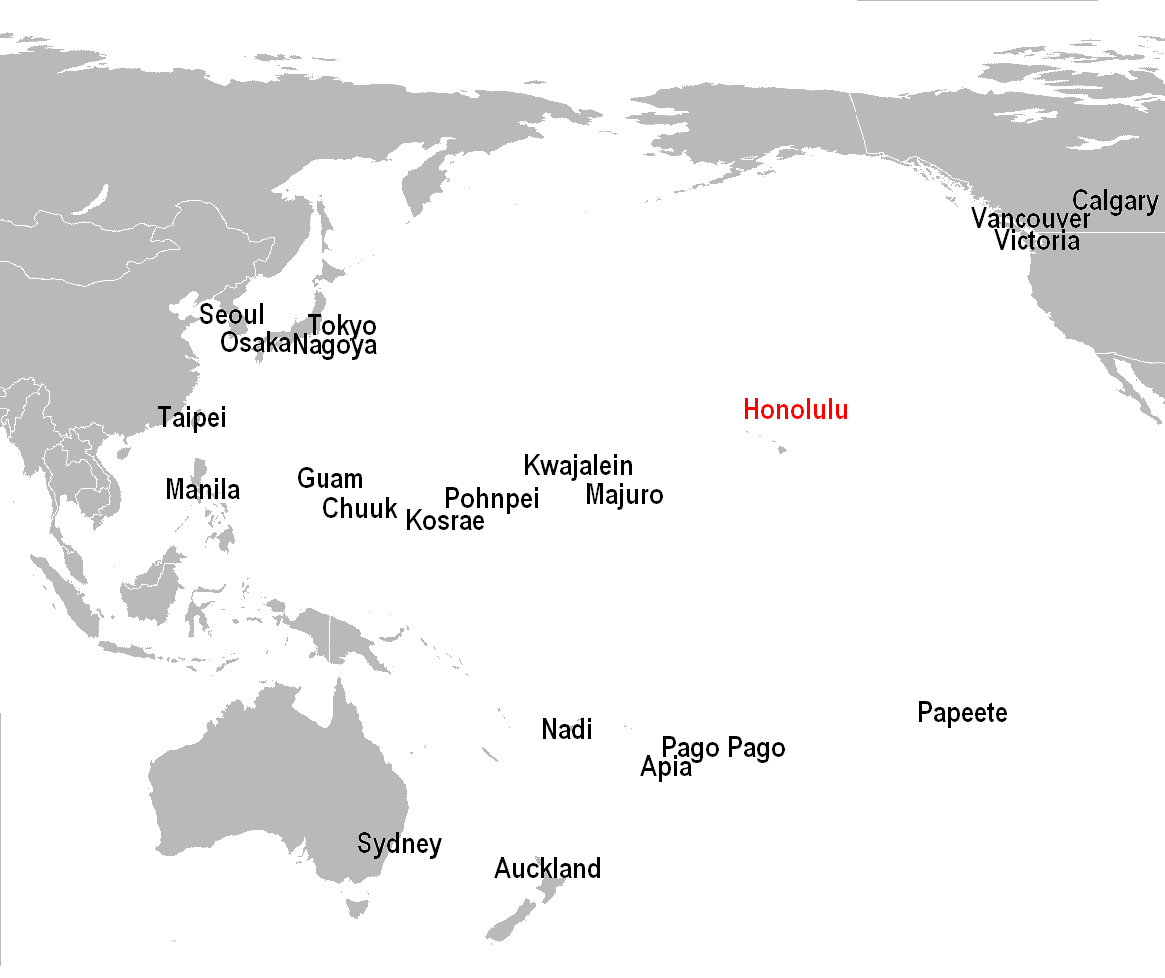
檀香山國際機場主要客運航點

| 夏威夷航空            | 國內線：卡胡盧伊、科納、希洛、利胡埃、帕果帕果 國際線：帕皮提、東京-羽田、東京-成田、大阪-關西、札幌-新千歲、首爾-仁川、雪梨、布里斯本、奧克蘭                         | 3    |
| 夏威夷航空            | 卡普魯亞 | 1    |
| 莫哥里里航空          | 摩洛凱島、卡胡魯伊、凱魯瓦、卡勞帕帕、卡普魯亞 | 1    |
| FLTPLAN               | 卡胡魯伊 |      |
| 美國航空              | 洛杉磯-國際、達拉斯-沃斯堡、鳳凰城 季節性：芝加哥-奧黑爾 | 7    |
| 達美航空              | 國內線：洛杉磯-國際、亞特蘭大、鹽湖城、西雅圖-塔科馬 季節性：紐約-甘迺迪、舊金山、波特蘭、明尼亞波利斯-聖保羅、底特律 國際線：東京-羽田                                | 4    |
| 西南航空              | 奧克蘭、聖荷西、科納、卡胡盧伊、希洛 | 2    |
| 聯合航空              | 國內線：華盛頓-杜勒斯、紐約-紐華克、洛杉磯-國際、舊金山、芝加哥-奧黑爾、丹佛、休斯敦-洲際、關島 國際線：楚克、科斯雷、瓜加林環礁、馬紹爾、波納佩、東京-成田 包機 :香港 | 8    |
| 阿拉斯加航空          | 國內線：安克拉治、洛杉磯-國際、舊金山、聖何塞、奧克蘭、波特蘭、圣地亚哥、西雅圖-塔科馬、埃弗里特 (华盛顿州)                                                            | 4    |
| Boyd Vacations Hawaii | 包機：拉斯維加斯 |      |
| 太陽城航空            | 波特蘭 季節性：洛杉磯-國際、舊金山 |      |
| 國際空中運輸航空      | 洛杉磯-國際 |      |
| 加拿大航空            | 溫哥華 季節性：多倫多-皮爾遜 | 4    |
| 西捷航空              | 溫哥華 季節性：卡尔加里 | 4    |
| 澳洲航空              | 悉尼 | 4    |
| 捷星航空              | 悉尼、墨爾本 | 4    |
| 紐西蘭航空            | 奧克蘭 | 4    |
| 斐濟航空              | 楠迪、阿皮亞、聖誕島 | 4    |
| 日本航空              | 東京-羽田、東京-成田、大阪-關西、名古屋-中部 | 5    |
| 全日本空輸            | 東京-羽田、東京-成田 | 4    |
| ZIPAIR Tokyo          | 東京-成田 |      |
| 大韓航空              | 首爾-仁川 | 8    |
| 韓亞航空              | 首爾-仁川 | 8    |
| 菲律賓航空            | 馬尼拉 | 8    |

### 貨運
| 航空公司       | 目的地                                                        |
| -------------- | ------------------------------------------------------------- |
| 阿羅哈航空貨運 | 希洛、卡胡盧伊、科納、利胡埃、洛杉磯、拉斯維加斯              |
| 亞太航空       | 關島、聖誕島、瓜加林環礁、馬久羅、帕果帕果、波納佩            |
| 企業航空       | 霍奧萊胡阿、卡勞帕帕、威美亞-卡哈拉、卡帕魯亞、拉奈島、利胡埃 |
| 聯邦快遞       | 希洛、洛杉磯、奧克蘭(美)、悉尼、新加坡                        |
| 康尼航空       | 香港、洛杉磯                                                  |
| 太平洋航空貨運 | 洛杉磯                                                        |
| 聯合包裹       | 香港、長灘、路易維爾、卡胡盧伊、科納、安大略、悉尼            |

## 事故
- 1982年8月11日，一顆炸彈在泛美航空830號班機上爆炸，1人死亡、15人受傷。飛機安全緊急降落。
- 阿羅哈航空243號班機
- 聯合航空811號班機

## 外部連結
- 檀香山國際機場（页面存档备份，存于）
- FAA机场平面图 (PDF)（自2025-06-12起）
- 关于此机场的资源： 
  - FAA HNL机场信息
  - AirNav PHNL机场信息
  - ASN HNL机场事故历史
  - FlightAware 机场信息及实时航班追踪
  - NOAA/NWS PHNL最新气象观测信息
  - SkyVector HNL机场航图